# Castello Anguillara (Canepina)

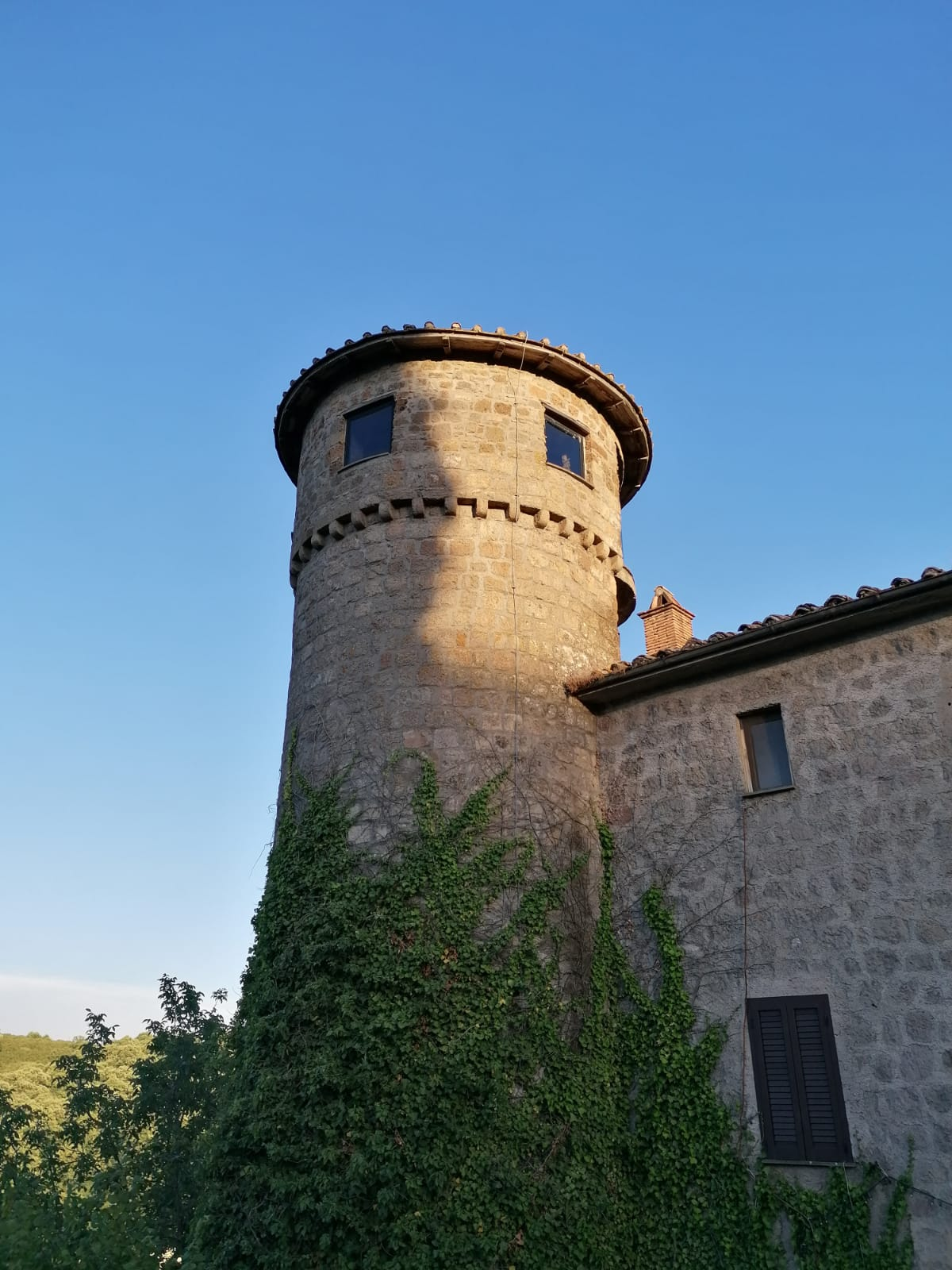
Torre d'Oriente.

Il castello Anguillara è un castello di Canepina, in provincia di Viterbo.
Fu edificato intorno alla metà dell'XI secolo dalla famiglia Di Vico come roccaforte a controllo dei loro possedimenti e del territorio circostante. Prende il nome dalla famiglia Anguillara, che ne fu in seguito proprietaria.
Nel torrione principale del castello vengono a volte allestite mostre.